# مطار العلا الدولي
مطار العلا الدولي، أو مطار الأمير عبد المجيد بن عبد العزيز الدولي سابقاً، (إياتا: ULH، إيكاو: OEAO) هو مطار يقع في محافظة العلا على بعد 25 كم جنوب شرقي وسط مدينة العلا . افتتح عام 2011 وتبلغ مساحته الإجمالية 24,000,000 متر مربع، على الطريق السريع 60، ويبعد المطار 50 كم من آثار مدائن صالح، وهو ثالث مطار يخدم منطقة المدينة المنورة بعد مطار الأمير محمد بن عبد العزيز الدولي بالمدينة المنورة ومطار الأمير عبد المحسن بن عبد العزيز الإقليمي بينبع، صُمم المطار ليستوعب أكثر من 100 ألف راكب، ويخدم موقع المطار المحافظات المجاورة لمحافظة العلا أيضاً بقطر يصل إلى 250 كم. بلغت تكلفة إنشائه 143 مليون ريال سعودي.

## التحويل لمطار دولي
في 4 مارس 2021، وافقت الهيئة العامة للطيران المدني، على انضمام مطار الأمير عبد المجيد بن عبد العزيز بمحافظة العلا إلى قائمة مطارات المملكة الدولية، وجاءت الموافقة «بعد استيفاء كافة المتطلبات التشغيلية وفق المعايير الدولية، وبما يتناسب مع احتياجات الجهات المختصة العاملة في المطار».

## محطة الطائرات الخاصة
في 7 نوفمبر 2022، دشنت الهيئة الملكية لمحافظة العلا محطة الطائرات الخاصة، وذلك في مطار العلا الدولي، بحضور الأمير فهد بن مشعل بن سعود بن عبد العزيز رئيس مجلس إدارة جمعية الطيران السعودية، ورئيس هيئة الطيران المدني عبد العزيز بن عبد الله الدعيلج.
وتعد المحطة الأولى من نوعها في المملكة، واستقبلت عددًا من الطائرات الخاصة في بداية تدشين أعمالها.
وبُنِيَت المحطة بتصميم عصري يتماشى مع معايير الطاقة النظيفة، على مساحة إجمالية تبلغ 3 آلاف متر مربع، ومجهزة بكل خدمات الطيران الأرضية والطواقم الهندسية مع توفير خدمة إيقاف الطائرات لفترات طويلة.

## الصالات والمدارج
1. صالة القدوم.
2. صالة السفر.
3. صالة المغادرة.
4. صالة الخطوط الجوية.
5. صالة الدرجة الأولى.
6. صالة كبار الشخصيات.
7. صالة انتظار النساء.
8. المدرج الرئيسي بطول 3050 م إضافة إلى الاكتاف الجانبية بعرض 15 م (7.5 متر من كل جانب).

هذا بالإضافة إلى وجود ساحة وقوف واحدة بمساحة 16800م2.

## خطوط وشركات الطيران
- الخطوط الجوية السعودية (الرياض - جدة)
- طيران الخليج - مطار البحرين الدولي
- طيران ناس (الرياض - الخبر).[4]
- الخطوط الجوية القطرية.[5]